# Зграда ливнице са ковачницом у Крагујевцу
Зграда ливнице са ковачницом у Крагујевцу је подигнута у периоду између 1851. и 1853. године, под заштитом је државе и представља непокретно културно добро као споменик културе од великог значаја. То је најстарији сачувани део војне фабрике и Војно-занатлијске школе, прве те врсте у Кнежевини Србији. Има статус културног добра од великог значаја од 1979. године, а за споменик културе проглашена је решењем Завода за заштиту и научно проучавање споменика културе НРС бр.309/53. од 29. априла 1953. год. У згради се данас, у саставу фабрике Застава оружје, налази музеј Стара ливница у ком се чувају збирке оружја и опреме, машине и алати, архивска грађа, фотографије, ликовни предмети и збирке ордења, печата, пехара и медаља.

## Историја
Зграда Ливнице подигнута је на десној обали Лепенице око 1882. године. и представља најстарији сачувани део војне фабрике и Војно-занатлијске школе, прве те врсте у Кнежевини Србији.
Нужност подизања Тополивнице наметала се српској држави веома рано, још у време Првог и Другог српског устанка, јер је главни проблем устаника било снабдевање оружјем и војном опремом а нарочито топовима. Прва српска тополивница подигнута је у Београду 1848. године, али њен рад није дао жељене резултате. Зато је 1851, на предлог Илије Гарашанина и одлуком кнеза Александра Карађорђевића премештена у Крагујевац, на простор некадашњег Арсенала кнеза Милоша Обреновића. Од свог оснивања Тополивница је имала изузетан значај не само за војно и политичко јачање Србије већ и за њен целокупан привредно-економски, друштвени и културни развој и представљала је најважнији индустријски објекат у Србији. Већ крајем 19. века Тополивница се озбиљно модернизује, постаје права европска фабрика са комплексом нових фабричких хала. Године 1882. подигнута је Ливница у којој се данас налази музеј Стара ливница, а следеће године Тополивница добија назив Војно-технички завод. Технички развој Тополивнице и потом Завода водио је истакнути машински инжињер Тодор Тоша Селесковић, па се његово име везује и за подизање зграде Ливнице. Почетак развоја тополивнице везан је и за име Француза Шарла Лубрија, првог директора, који је створио уз њу и прву занатску школу 1854. године. Развој тополивнице и потреба за радном снагом као и мајсторима допринео је изградњи Крагујевца, подизана су стамбена насеља, а Крагујевац је све више добијао физиономију града. 

## Архитектура
Овај репрезентативни примерак европске индустријске архитектуре у тадашњој Кнежевини Србији одликује фасада од бојене опеке, бетона и гвожђа. Унутрашњости је организована по принципу хале са два бочна брода и светларником изнад централног дела. Основу грађевинског комплекса чине четири хале симетричне по попречној оси. Два бочна дела нешто су нижа, двоспратна, са једносливном кровном конструкцијом. Хале у средини су прекривене двосливним крововима, а унутрашњи простор је једноетажни. Предњи део старе ковачнице адаптиран је у музеј, након обављених конзерваторских радова 1953. године. Као најстарији сачувани објекат у кругу фабрике и споменик индустријске архитектуре зграда је те године стављена под заштиту државе као културно добро од великог значаја. Пишући о згради Ливнице, у свом раду „Архитектонско-грађевински комплекс Војнотехничког завода” историчарка уметности Радмила Миливојевић наводи да је зграда делимично грађена на темељима старијег здања, које су подигли немачки зидари у периоду од 1851. до 1853. године.